# Icaros
Icaros – piąty album studyjny fińskiej grupy muzycznej Diablo wydany 14 maja 2008 roku przez wytwórnię Sakara Records.

## Lista utworów
1. „Trail of Kings” – 4:54
2. „Living Dead Superstar” – 4:19
3. „Bad Sign” – 3:34
4. „Resign from Life” – 4:38
5. „Icaros” – 3:38
6. „Light of the End” – 4:46
7. „Chagrin” – 4:06
8. „Through Difficulties to Defeat” – 3:37
9. „Hammer” – 3:18
10. „Into the Sea” – 8:04

## Twórcy
- Rainer Nygård – śpiew, gitara
- Marko Utriainen – gitara
- Aadolf Virtanen – gitara basowa
- Heikki Malmberg – perkusja